# Calmella
Genre
Synonymes
- Jojenia Aradas, 1847[1]

Calmella est un genre de mollusques gastéropodes marins de la famille des Flabellinidae.

## Liste d'espèces
Selon World Register of Marine Species (13 avril 2020) :
- Calmella bandeli Ev. Marcus, 1976
- Calmella cavolini (Vérany, 1846)
- Calmella gaditana (Cervera, García-Gomez & García, 1987)